# Fatima Tihihit
Pour les articles homonymes, voir Banou.
Fatima Banou (en arabe : فاطمة بنو) connue sous le nom de Raïssa Fatima Tihihit Mzin (Fatima la petite « cheffe » habitante des Haha) est une chanteuse marocaine chleuhe de musique berbère.

## Biographie
Elle est née en 1970 à Tamanar dans la caïdat de Haha, une région située entre Essaouira et Agadir au sud du Maroc. 

## Filmographie
- 2014 : Graines de grenades de Abdellah Toukouna